# Ermidelio Urrutia
Ermidelio Urrutia Quiroga Pelotero cubano retirado, campeón de los Juegos Olímpicos, Barcelona 1992, campeón mundial, campeón panamericano y centroamericano. Dirige Las Tunas (Equipo de Béisbol) durante varios años.

## Síntesis biográfica
Nace el 25 de agosto de 1963, en el poblado Macagua 8, en Las Tunas. Se inicia en el béisbol a los 7 años, desempeñándose como torpedero y segunda base y con el tiempo a los 16 años de edad representa al municipio con un combinado de segunda categoría, y por presentar un buen bateo es seleccionado para participar en el campeonato provincial. 
En 1981, comienza a jugar la primera categoría y ese mismo año integra el equipo Las Tunas a la serie nacional en el rol de jardinero, desde entonces se había ganado esa posición como regular. 
En la temporada de 1982 estuvo discutiendo el liderazgo de los bateadores hasta la última subserie con Alejo O´Reilly y Juan Hernández, pero desciende en los dos encuentros finales y termina con un promedio de 338. 
En 1983 merma en la ofensiva en el clásico nacional y no es incluido en "Las avispas santigueras", pero en la XXIV Serie Nacional de Béisbol con Las Tunas (Equipo de Béisbol) logra batear más de 300, por lo cual integra el equipo "Mineros", de las provincias orientales.

## Resultados internacionales
• Campeonato Mundial de Béisbol Amateur en Italia, 1988 
• Campeonato Mundial de Béisbol Amateur en Canadá, 1990 
• Integra el equipo que gana la medalla de oro en los Juegos Panamericanos La Habana 1991. 
• Integra el Equipo Cuba que gana la medalla de oro en los Juegos Olímpicos Barcelona, 1992. 
• Campeonato Mundial de Béisbol Amateur en Nicaragua, 1994-
• Integra el equipo que gana la medalla de oro en los Juegos Panamericanos Mar del Plata 1995. 
• Integra el equipo que gana la medalla de oro en los Juegos Centroamericanos y del Caribe, Ponce, 1993. 